# Miryang
Miryang (hangul: 밀양; hanja: 密陽; rr: Miryang) (Sol Secreto no Brasil) é um filme de drama sul-coreano de 2007 dirigido e escrito por Lee Chang-dong. Foi selecionado como representante da Coreia do Sul à edição do Oscar 2008, organizada pela Academia de Artes e Ciências Cinematográficas.

## Elenco
- Jeon Do-yeon - Lee Shin-ae
- Song Kang-ho - Kim Jong-chan
- Jo Young-jin - Park Do-seop
- Kim Young-jae - Lee Min-ki
- Song Mi-rim - Jeong-ah
- Seon Jeong-yeop
- Kim Mi-hyang
- Lee Yoon-hee
- Kim Jong-su
- Kim Mi-kyung